# Diocèse de Chiavari
Le diocèse de Chiavari (en latin : Dioecesis Clavarensis ; en italien : Diocesi di Chiavari) est un diocèse de l'Église catholique en Italie, suffragant de l'archidiocèse de Gênes et appartenant à la région ecclésiastique de Ligurie.

## Territoire
Il est situé dans une partie de la ville métropolitaine de Gênes, le reste de cette ville métropolitaine est gérée par l'archidiocèse de Gênes et les diocèses de Plaisance-Bobbio, Savone-Noli et Tortone. Son territoire est de 560 km2 divisé en 140 paroisses regroupées en 5 archidiaconés. L'évêché est à Chiavari avec la cathédrale Notre-Dame-du-Jardin, qui est construite en 1613 à la suite d'une apparition de la Vierge quelques années plus tôt. Elle est choisie comme cathédrale lorsque le diocèse est créé en 1892. Elle est ensuite élevée au rang de basilique mineure en 1904 par Pie X. Six autres églises du diocèse ont le rang de basilique, celle du sanctuaire Nostra Signora di Montallegro, lieu d'une apparition de la Vierge, Saint-Étienne (it) à Lavagna, Sainte-Marguerite (it) à Santa Margherita Ligure, dei Fieschi (it) à Cogorno, Saints-Gervais-et-Protais (it) à Rapallo, Sainte-Marie-de-Nazareth (it) à Sestri Levante.

## Histoire
Le diocèse est érigé le 3 décembre 1892 par la bulle Romani Pontifices du pape Léon XIII en prenant sur le territoire de l'archidiocèse de Gênes ; le territoire diocésain comprend la région de Tigullio, la vallée de Fontanabuona (it), la vallée de Petronio (it), la vallée de Sturla (it), et la vallée de Graveglia (it). Le diocèse est nommé suffragant de l'archidiocèse de Gênes.
Historiquement, cependant, sa création est attendue depuis plus de trois siècles. C'est en effet en 1583 que la municipalité de Chiavari, profitant de l'élection du doge de la république de Gênes de Gerolamo Chiavari, demande en vain la création du diocèse. Une première étape commence en 1610 avec la décision de l'archevêque de Gênes, le cardinal Orazio Spinola, d'établir un poste de vicaire général dans la ville de Ligurie orientale qui a compétence sur toutes les paroisses du district de Chiavari.
Après l'annexion de la République ligurienne au Premier Empire français, qui a lieu en 1805, la communauté de Chiavari, en vertu de l'accord de 1801 entre Napoléon et le pape Pie VII qui prévoit la création de diocèses dans les nouveaux chefs-lieux de département (Chiavari est nommé capitale du département des Apennins). La ville fait une nouvelle demande à Rome, mais encore une fois les espoirs ne sont pas satisfaits. À partir de 1812, un vicaire général, Giuseppe Cocchi, archiprêtre de l'église paroissiale de San Giovanni Battista di Chiavari, est de nouveau nommé par le cardinal Giuseppe Spina. De 1826 à 1838, le vicaire général est Antoine-Marie Gianelli. Une nouvelle demande est présentée, en vain, à l'archevêque de Gênes et au roi du royaume de Sardaigne Charles-Albert en 1847.
Après avoir fourni les fonds pour la future mense épiscopale en 1882, grâce au patrimoine important du prêtre Francesco Bancalari, Chiavari fait une nouvelle demande au Saint-Siège, qui est définitivement accepté par la bulle de Léon XIII en 1892. Notre-Dame du Jardin, qui est apparue à Sébastien Descalzo le 2 juillet 1610 et Notre-Dame de Montallegro, qui est apparue le 2 juillet 1557 à Jean Chichizola sont invoquées comme saintes patronnes du diocèse.
Cependant, l'érection du diocèse n'est pas acceptée pour tout le monde. Déjà en 1882, avec la création du fonds épiscopal, une opposition de plusieurs prêtres s'étaient constitués contre la formation du diocèse, qui avaient fait appel au Saint-Siège, qui avait initialement donné un avis défavorable. Finalement, lors le diocèse est érigé le gouvernement royal n'accorde l'exequatur que deux ans et demi plus tard, le 7 avril 1895.
Jusqu'en 1896, le diocèse a pour administrateur apostolique l'archevêque de Gênes Thomas Reggio. Sur sa proposition, Fortunato Vinelli est nommé évêque auxiliaire en 1893. Vinelli lui-même devient le premier évêque de Chiavari le 16 mars 1896 ; il est responsable de l'organisation du premier synode diocésain en 1899, de la construction du séminaire dédié à Léon XIII et béni par Mgr Reggio le 5 juillet 1899, et de la construction de la nouvelle façade de la cathédrale.
Dans la première moitié du XXe siècle, l'évêque Amedeo Casabona se distingue particulièrement ; il fonde le magazine diocésain en 1918, organise deux synodes diocésains (1921 et 1933), célèbre le premier congrès eucharistique diocésain en 1946.
En 1959, par le décret Ad animarum saluti de la congrégation pour les évêques, les frontières du diocèse sont faites pour coïncider avec les frontières de la province de Gênes. Ainsi Chiavari cède un bon nombre de paroisses au diocèse de La Spezia et une paroisse au diocèse de Brugnato ; contextuellement, il reçoit une vingtaine de nouvelles paroisses du même diocèse de Brugnato. La dernière modification du territoire diocésain remonte à 1989 lorsque les trois communautés paroissiales de Borzonasca, anciennement du diocèse de Bobbio, sont regroupées. Le diocèse reçoit la visite pastorale du pape Jean-Paul II les 18 et 19 septembre 1998.

## Évêques de Chiavari
- Siège vacant (1892-1896)
  - Tommaso Reggio (1892-1896), administrateur apostolique alors qu'il est aussi archevêque de Gênes

- Fortunato Vinelli (1896-1910)
- Giovanni Gamberoni (1911-1917), nommé archevêque de Verceil
- Natale Serafino (1917-1917), nommé évêque titulaire de Tricca (de)
- Amedeo Casabona (1917-1948)
- Francesco Marchesani (1948-1971)
- Luigi Maverna (1971-1973)
- Daniele Ferrari (1973-1995)
- Alberto Maria Careggio (1995-2004), nommé évêque de Vintimille-San Remo
- Alberto Tanasini (2004-2021)
- Giampio Luigi Devasini (2021- )

## Sources
- (en) http://www.catholic-hierarchy.org